# Palfinger
 (mars 2014).
Palfinger AG est une entreprise autrichienne spécialisée dans la construction de grues hydrauliques auxiliaires pour camions et tous matériels mobiles.

## Histoire
La création de Palfinger remonte à 1932 par un atelier de réparation de remorques agricoles, bennes et carrosseries par Richard Palfinger.
L'entreprise a construit sa première grue en 1959, et c'est le fils de Richard, Hubert Palfinger, qui spécialisa l'entreprise dans les grues hydrauliques de chargement à partir de 1964.
En 1974, la société a construit une nouvelle usine d'assemblage à Kasern/Salzbourg et en 1976 a déposé un brevet de bras rabattable.
Le développement de la société l'a conduite à ouvrir une nouvelle usine à Lengau en 1984. En 1989, Palfinger a exporté plus de 90 % de sa production vers 70 pays.
En 2004, elle a fait l'acquisition du constructeur de grues allemand Bison.
En 2012, le groupe a débuté la production en Chine.
En 2023, Palfinger disposait de 30 sites de fabrication et d'assemblage et de près de 5 000 points de vente dans plus de 130 pays.

## Actionnaires
Le groupe Palfinger est détenu directement à environ 56,4 % par la famille Palfinger, à environ 36,1 % par le flottant et 7,5 % des actions sont détenues par Palfinger AG (situation en mars 2024). Depuis juin 1999, Palfinger est coté à la Bourse de Vienne.

## Controverses

### Activités en Russie
Palfinger a été critiqué pour avoir maintenu ses activités commerciales en Russie malgré les tensions géopolitiques persistantes à la suite de l'invasion de l'Ukraine. Selon la base de données Leave Russia, Palfinger continue d'opérer sur le marché russe, suscitant des critiques de la part d'organisations prônant la responsabilité d'entreprise et des pratiques commerciales éthiques.

## Production
Palfinger produit différents types de grues et engins de levage pour des applications spécialisées et génériques :
- grues hydrauliques auxiliaires à flèche articulée sur camion, avec des capacités de levage de 450 à 30 000 kg ;
- grues Epsilon avec griffes à bois ;
- bras de levage Guima pour camions ;
- carrosseries de camions Omaha, de 4 000 à 52 000 kg ;
- grues agricoles Stepa, grues mobiles et portiques ;
- solutions du système de transport ferroviaire de chemin de fer : grues, plates-formes d'accès et les véhicules d'inspection des ponts ;
- chariots élévateurs transportables qui peuvent être ajoutés à l'arrière d'un camion ;
- hayons élévateurs de camions et ascenseurs ;
- nacelles allant jusqu'à 102,5 m de hauteur ;
- grues pour applications éoliennes, marines et offshore.